# Masahiko Harada (Skispringer)
Masahiko Harada (jap. 原田 雅彦, Harada Masahiko; * 9. Mai 1968 in Kamikawa, Hokkaidō) ist ein ehemaliger japanischer Skispringer und heutiger Skisprungtrainer. Er war wegen seines heiteren Gemüts in den 1990er Jahren nicht nur in Japan einer der beliebtesten Sportler seiner Disziplin.

## Werdegang
Harada begann im Alter von neun Jahren mit dem Skispringen. Seinen ersten Weltcupeinsatz hatte er 1987 im heimischen Sapporo. 1990 und 1992 nahm er an den Skiflugweltmeisterschaften teil und erreichte dabei die Plätze 20 und 19. Bei den Nordischen Skiweltmeisterschaften 1993 im schwedischen Falun wurde Harada hingegen überraschend Weltmeister auf der Normalschanze. Der Japaner war ein recht wankelmütiger Springer, dem häufig nur ein guter Sprung im Wettkampf gelang, und so war er jahrelang eher im sportlichen Mittelfeld anzutreffen. Sein erster Weltcupsieg gelang ihm am 8. Dezember 1995 in Villach. Insgesamt gewann er in der Saison 1995/96 vier Weltcupspringen und wurde Fünfter der Gesamtwertung. Die folgende Weltcupsaison verlief für ihn enttäuschend, sein bestes Resultat war ein dritter Platz. Bei der Weltmeisterschaft in Trondheim wurde er jedoch überraschend Weltmeister auf der Großschanze. 
Harada konnte die Gesamtwertung des Grand Prix 1997 und 1998 für sich entscheiden. Er war damit der erste Springer, der diesen Wettbewerb zweimal gewann und ist neben Dawid Kubacki auch der einzige, dem Gesamtsiege in zwei aufeinanderfolgenden Jahren gelangen. Die folgende Weltcupsaison 1997/98 war für ihn die erfolgreichste seiner Karriere: Er gewann fünf Einzelspringen und wurde Vierter der Gesamtwertung. Bei den Olympischen Winterspielen 1998 im heimischen Nagano gewann er auf der Großschanze die Bronzemedaille. Mit seinem zweiten Sprung erreichte er die Tagesbestweite von 136 Metern und landete jenseits des Bereichs der Videoweitenmessung. Spätere Nachmessungen ergaben, dass Harada sogar 137,5 Meter erreicht hatte, und so hätte ihm die Silbermedaille zugestanden.
In den folgenden Jahren erreichte er nur selten Podiumsplatzierungen. Wiederholt kündigte er seinen Rückzug an, kehrte dann aber wieder zurück. Sein vorerst letztes Weltcupspringen bestritt er am 15. Dezember 2002 in Titisee-Neustadt, danach sprang er im Continental Cup weiter, der „Zweiten Liga“ der Skispringer. Auch bei außerordentlichen Einzelspringen in Japan ist er nach wie vor häufig zu sehen.
Harada war in den 1990er Jahren fast bei allen großen Wettbewerben Mitglied der japanischen Mannschaft. 1994 wurde er bei den Olympischen Winterspielen in Lillehammer zu einer tragischen Gestalt: vor seinem Sprung führte die japanische Mannschaft weit vor der deutschen. Harada hätte als Schlussspringer eine Weite von nur 105 Metern erreichen müssen, um Japan zu Gold zu verhelfen, doch nach einem völlig misslungenen Sprung, bei dem er kurz nach dem Absprung bereits von der V-Stellung in den Gleitflug überging, landete er bei nur 97,5 m, so dass Japan nur die Silbermedaille blieb. Beim Mannschaftswettbewerb im Rahmen der Olympischen Winterspiele 1998 misslang ihm der erste Sprung, während er im zweiten Durchgang die Tagesbestweite von 137 m erreichte. Zusammen mit Takanobu Okabe, der ebenfalls auf 137 m sprang, Kazuyoshi Funaki und Hiroya Saitō gewann er Gold und wurde so zu einem japanischen Volkshelden. Bei Weltmeisterschaften gewann Harada mit der japanischen Mannschaft 1997 in Trondheim und 1999 in Ramsau Silber.
Nach der Saison 2005/06 beendete er seine Karriere endgültig. Zuvor hatte er sich im Februar noch einmal für die Olympischen Winterspiele 2006 einen Startplatz sichern können, wurde dort jedoch bereits nach dem ersten Durchgang von der Normalschanze disqualifiziert.

### Trainerkarriere
Als 2006 Coach Hiroya Saitō Cheftrainer Keisuke Tomii ablöste, erhielt Harada den freigewordenen Posten des Coachs der Mannschaft von Yukijirushi Nyūgyō. Seit der Weltcup-Saison 2022/23 ist er als Nachfolger von Hideharu Miyahira Trainer der japanischen Auswahl.

## Erfolge

### Weltcupsiege im Einzel
| Nr. | Datum             | Ort           | Typ           |
| --- | ----------------- | ------------- | ------------- |
| 1.  | 8. Dezember 1995  | Villach       | Normalschanze |
| 2.  | 18. Februar 1996  | Iron Mountain | Großschanze   |
| 3.  | 1. März 1996      | Lahti         | Großschanze   |
| 4.  | 3. März 1996      | Lahti         | Großschanze   |
| 5.  | 8. Dezember 1997  | Villach       | Normalschanze |
| 6.  | 12. Dezember 1997 | Harrachov     | Normalschanze |
| 7.  | 21. Dezember 1997 | Engelberg     | Großschanze   |
| 8.  | 11. Januar 1998   | Ramsau        | Normalschanze |
| 9.  | 13. März 1998     | Trondheim     | Großschanze   |

### Weltcupsiege im Team
| Nr. | Datum         | Ort       | Typ         |
| --- | ------------- | --------- | ----------- |
| 1.  | 27. März 1993 | Planica   | Großschanze |
| 2.  | 2. März 1996  | Lahti     | Großschanze |
| 3.  | 1. März 1996  | Park City | Großschanze |

### Grand-Prix-Siege im Einzel
| Nr. | Datum              | Ort          | Typ           |
| --- | ------------------ | ------------ | ------------- |
| 1.  | 28. August 1996    | Predazzo     | Großschanze   |
| 2.  | 1. September 1996  | Stams        | Normalschanze |
| 3.  | 14. August 1997    | Courchevel   | Großschanze   |
| 4.  | 24. August 1997    | Hinterzarten | Normalschanze |
| 5.  | 27. August 1997    | Predazzo     | Großschanze   |
| 6.  | 9. August 1998     | Stams        | Normalschanze |
| 7.  | 11. August 1998    | Predazzo     | Großschanze   |
| 8.  | 16. August 1998    | Hinterzarten | Normalschanze |
| 9.  | 13. September 1998 | Hakuba       | Großschanze   |
| 10. | 9. September 2001  | Hakuba       | Großschanze   |

## Statistik

### Weltcup-Platzierungen
| Saison  | Platz | Punkte |
| ------- | ----- | ------ |
| 1989/90 | 52.   | 0003   |
| 1991/92 | 29.   | 0024   |
| 1992/93 | 16.   | 0046   |
| 1993/94 | 15.   | 0270   |
| 1994/95 | 59.   | 0027   |
| 1995/96 | 05.   | 0982   |
| 1996/97 | 29.   | 0156   |
| 1997/98 | 04.   | 1120   |
| 1998/99 | 09.   | 0720   |
| 1999/00 | 11.   | 0545   |
| 2000/01 | 26.   | 0167   |
| 2001/02 | 38.   | 0097   |

### Schanzenrekorde
| Ort                    | Land               | Weite               | aufgestellt am    | Rekord bis        |
| ---------------------- | ------------------ | ------------------- | ----------------- | ----------------- |
| Falun                  | Schweden           | 92,5 m (HS: 100 m)  | 27. Februar 1993  | 4. Februar 1995   |
| Villach                | Österreich         | 99,0 m (HS: 98 m)   | 8. Dezember 1995  | 8. Dezember 2001  |
| Kuusamo                | Finnland           | 142,5 m (HS: 142 m) | 7. Februar 1996   | 29. November 2002 |
| Iron Mountain          | Vereinigte Staaten | 131,5 m (HS: 130 m) | 18. Februar 1996  | 18. Februar 1996  |
| Iron Mountain          | Vereinigte Staaten | 140,0 m (HS: 130 m) | 18. Februar 1996  | aktuell           |
| Lahti                  | Finnland           | 127,0 m (HS: 130 m) | 3. März 1996      | 7. März 1997      |
| Garmisch-Partenkirchen | Deutschland        | 121,0 m (HS: 140 m) | 31. Dezember 1997 | 1. Januar 1998    |
| Garmisch-Partenkirchen | Deutschland        | 122,0 m (HS: 140 m) | 1. Januar 1998    | 1. Januar 1999    |
| Kuopio                 | Finnland           | 135,0 m (HS: 127 m) | 4. März 1998      | 22. Februar 2016  |
| Trondheim              | Norwegen           | 131,0 m (HS: 140 m) | 9. März 1999      | 9. März 1999      |
| Stams                  | Österreich         | 113,5 m (HS: 115 m) | 22. August 1999   | 22. August 1999   |

## Privates
Masahiko Harada ist seit 1994 verheiratet und hat zwei Kinder. Er lebt in Sapporo.